# Йозеф Швендтнер
Йозеф Швендтнер (словац. Jozef Schwendtner; нар. 1 липня 1963, Дунайська Стреда, ЧССР (нині Трнавський край, Словаччина)) — чехословацький борець вільного стилю, бронзовий призер чемпіонату Європи, учасник Олімпійських ігор.

## Життєпис
У 1982 році здобув срібну медаль чемпіонату Європи серед молоді. Наступного року став чемпіоном світу серед молоді.
Виступав за спортивний клуб «DAC» Дунайська Стреда. У 1980—1985 та 1989 роках здобував титул чемпіона Чехословаччини з вільної боротьби.

## Спортивні результати на міжнародних змаганнях

### Виступи на Олімпіадах
| Змагання                    | Збірна         | Вагова категорія                 | Місце             |
| --------------------------- | -------------- | -------------------------------- | ----------------- |
| Літні Олімпійські ігри 1988 | Чехословаччина | греко-римська боротьба, до 57 кг | не вийшов з групи |

### Виступи на Чемпіонатах світу
| Змагання                        | Збірна         | Вагова категорія          | Місце |
| ------------------------------- | -------------- | ------------------------- | ----- |
| Чемпіонат світу з боротьби 1983 | Чехословаччина | вільна боротьба, до 57 кг | 8     |
| Чемпіонат світу з боротьби 1987 | Чехословаччина | вільна боротьба, до 62 кг | 5     |

### Виступи на Чемпіонатах Європи
| Змагання                         | Збірна         | Вагова категорія          | Місце  |
| -------------------------------- | -------------- | ------------------------- | ------ |
| Чемпіонат Європи з боротьби 1980 | Чехословаччина | вільна боротьба, до 52 кг | 8      |
| Чемпіонат Європи з боротьби 1981 | Чехословаччина | вільна боротьба, до 57 кг | 5      |
| Чемпіонат Європи з боротьби 1982 | Чехословаччина | вільна боротьба, до 57 кг | 6      |
| Чемпіонат Європи з боротьби 1983 | Чехословаччина | вільна боротьба, до 57 кг | Бронза |
| Чемпіонат Європи з боротьби 1984 | Чехословаччина | вільна боротьба, до 57 кг | 7      |
| Чемпіонат Європи з боротьби 1985 | Чехословаччина | вільна боротьба, до 57 кг | 5      |
| Чемпіонат Європи з боротьби 1987 | Чехословаччина | вільна боротьба, до 57 кг | 6      |
| Чемпіонат Європи з боротьби 1988 | Чехословаччина | вільна боротьба, до 62 кг | 7      |

### Виступи на інших змаганнях
| Змагання                           | Збірна         | Вагова категорія          | Місце  |
| ---------------------------------- | -------------- | ------------------------- | ------ |
| Гран-прі Німеччини з боротьби 1983 | Чехословаччина | вільна боротьба, до 57 кг | Срібло |
| Гран-прі Німеччини з боротьби 1984 | Чехословаччина | вільна боротьба, до 57 кг | Срібло |
| Гран-прі Німеччини з боротьби 1985 | Чехословаччина | вільна боротьба, до 57 кг | Золото |
| Гран-прі Німеччини з боротьби 1987 | Чехословаччина | вільна боротьба, до 57 кг | 5      |
| Гран-прі Німеччини з боротьби 1988 | Чехословаччина | вільна боротьба, до 62 кг | Срібло |

### Виступи на змаганнях молодших вікових груп
| Змагання                                      | Збірна         | Вагова категорія          | Місце  |
| --------------------------------------------- | -------------- | ------------------------- | ------ |
| Чемпіонат Європи з боротьби серед молоді 1982 | Чехословаччина | вільна боротьба, до 57 кг | Срібло |
| Чемпіонат світу з боротьби серед молоді 1983  | Чехословаччина | вільна боротьба, до 57 кг | Золото |